# AN/SPS-6
AN/SPS-6は、ベンディックス社およびウェスティングハウス・エレクトリック社製の2次元レーダー。アメリカ海軍において、第二次世界大戦後第1世代の対空捜索レーダーとして用いられたほか、広く同盟国にも輸出された。また、改良型のAN/SPS-12や、各国で開発された派生型についても本項で扱う。

## AN/SPS-6
本機は、従来用いられていたLバンドの対空捜索レーダーであるSR-3ないしSR-6レーダーの後継機種として開発された。開発に当たっては、地上用の可搬式対空レーダーであったAN/TPS-1の影響を受けたとされている。アンテナとしては、1次放射源としてホーンアンテナを用いるパラボラアンテナが採用されている。また、モジュラー化設計によって、搭載艦に応じて構成の拡大・縮小が可能であり、初期においては、下記の3機種が存在した。
-6
アンテナ寸法は18 ft (5,500 mm)×5 ft (1,500 mm)、ビーム幅は3°×10°で、戦闘機に対して80 nmi (150 km)で探知できた。
-6A
アンテナ寸法は-6と同様であったがビーム幅は3°×20°で、戦闘機に対して70 nmi (130 km)で探知できた。
-6B
ビーム幅は3°×30°で、戦闘機に対して60 nmi (110 km)（FH-1に対してはその3分の1程度）、高度31,000 ft (9,400 m)のB-29に対して145 nmi (269 km)で探知できた。
原型機は1948年より海軍への引き渡しを開始され、同年9月に重巡洋艦「メイコン」で試験に着手した。また、12月には駆逐艦「ウィンスロー」および「ゼラース」、「マッセイ」のほか、空母「サイパン」にも搭載された。量産機であるAN/SPS-6A/Bは1950年から1952年にかけて順次に引き渡しを開始しており、レーダーピケット艦（DER）やエセックス級の再建造型（SCB-27A）、インディペンデンス級の対潜空母改装型（SCB-54）に搭載された。しかし、-6は25セット、-6Aは45セット、-6Bは110セットが生産されたところで、生産は、改良型の-6C~Eへ移行した。
AN/SPS-6C-Eは、より多数が生産された。-6Cは、-6Bに類似しているが、アンテナがより軽量化されており、従来型の1,000 lb (450 kg)に対して800 lb (360 kg)となっている。一方で、このためにショック耐性は低く、また、回転速度も落とされている。-6Dは-6Cを元にIFFを省いたもの、最終型にあたる-6Eはより改良された送信機を採用したものである。
搭載艦
 アメリカ海軍
- エセックス級航空母艦[注 1]
- サイパン級航空母艦[注 1]
- インディペンデンス級航空母艦[注 1]
- アイオワ級戦艦[注 1]
- デモイン級重巡洋艦
- ポーター級駆逐艦[注 1]
- フレッチャー級駆逐艦[注 1]
- アレン・M・サムナー級駆逐艦[注 1]
- ギアリング級駆逐艦
- ミッチャー級駆逐艦
- ディーレイ級護衛駆逐艦
- クロード・ジョーンズ級護衛駆逐艦
- レーダー哨戒潜水艦「トライトン」
- スリバチ級給兵艦

 海上自衛隊
- はるかぜ型護衛艦

 イタリア海軍
- サン・ジョルジョ級駆逐艦（イタリア語版）[注 2]
- インペトゥオーソ級駆逐艦
- カノーポ級フリゲート（MLA-1より後日換装）

 カナダ海軍
- トライバル級駆逐艦（DDE改装により後日装備）

## AN/SPS-12
AN/SPS-12は、SPS-6Cを元にした全面的な改良型である。アンテナは大きさ17 ft (5.2 m)×6 ft (1.8 m)、重量550 lb (250 kg)に軽量化されたほか、PRFは300ないし600ppsとなっている。レーダー覆域はSPS-6Bと同様であった。また、風速70 kn (36 m/s)までの環境下で運用できた。
初号機の引き渡しは1953年9月に行なわれた。また、その後、新しく強力な送信機（12MW）が導入可能となり、この場合、ジェット機に対して90 nmi (170 km)、最大で200 nmi (370 km)の探知距離を発揮できた。改良型としては、-12Bが一度は開発されたが導入中止となり、その後、送受信機にRCAパラメトリック増幅器を導入した-12Cが配備された。
AN/SPS-12シリーズは、アメリカ国内で139セットが生産されたほか、イタリアでもライセンス生産がなされた。また、AN/SPS-6とともに派生型の基盤となっている。
後継となるAN/SPS-28（AN/SPS-17の小型化版）は1957年より配備に入ったが、まもなく、より優れたAN/SPS-29によりとってかわられた。これらはいずれも、大戦中のCXAM等と同様のUHFバンド（Bバンド）を使用していた。
搭載艦
 アメリカ海軍
- ミッチャー級駆逐艦（FRAM改修時にAN/SPS-6より換装）
- ガーディアン級レーダーピケット艦（英語版）（リバティ船の改修型）

 イタリア海軍
- アンドレア・ドーリア級巡洋艦（RAN-3Lに後日換装）
- インパヴィド級駆逐艦
- アルピーノ級フリゲート
- カルロ・ベルガミーニ級フリゲート (初代)

 カナダ海軍
- 空母「ボナヴェンチャー」（SPS-501に後日換装）
- サン・ローラン級駆逐艦
- レスティゴーシュ級駆逐艦[注 3]
- マッケンジー級駆逐艦[注 3]
- アナポリス級駆逐艦[注 3]

 海上自衛隊
- 護衛艦「DE-261 わかば」（後日装備）
- あやなみ型護衛艦
- ありあけ型護衛艦 (特別改装工事で装備)

## 派生型

### OPS-1/2

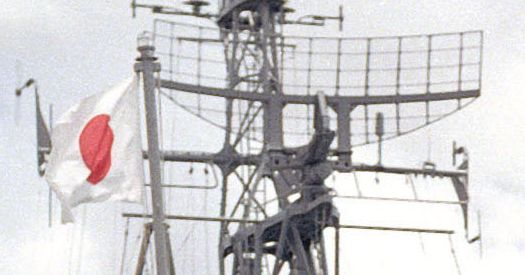
OPS-2レーダー

1950年代初頭、日本の海上自衛隊では、はるかぜ型護衛艦（28DD）への搭載用として、MSA協定に基づく軍事援助計画（MAP）でAN/SPS-6を入手し、これをもとに国産化したOPS-1を開発して、初代あきづき型汎用護衛艦などに搭載していた。また、あやなみ型対潜護衛艦（30DDK）ではAN/SPS-12が搭載され、この技術ものちにOPS-1にバックフィットされた。さらにのちには、いすず型護衛艦（34DE）に搭載するため、送受信機は同一でアンテナを小型化したOPS-2も開発された。PV-2を目標とした場合の最大探知距離は、OPS-2で50海里 (93 km)であった。
1次防（昭和33～35年度/1958～1960年度）までの建造艦において、OPS-1は甲型警備艦（DD）、OPS-2は乙型警備艦（DE）に搭載されたが、2次防（昭和37～41年度/1962～1966年度）以降の艦ではP(B)バンドのOPS-11が搭載されるようになった。しかしその後、OPS-1/2を元にOPS-14が開発され、3次防（昭和42～46年度/1967～1971年度）以降の乙型警備艦・補助艦等および一部の汎用護衛艦（52-59DD）に搭載された。

#### 搭載艦
OPS-1
- あやなみ型（30DDK）
- むらさめ型（30DDA）
- あきづき型（初代）

OPS-2
- いかづち型（28DE）
- いすず型（34DE）
- きたかみ型（35DE）

### SPS-501
カナダにおいて、AN/SPS-12の送信機と、オランダのシグナール（現在のタレス・ネーデルラント）社製のLW-03のアンテナを組み合わせて開発された。1967年に同国海軍の空母「ボナヴェンチャー」に搭載されて就役した。また、イロクォイ級ミサイル駆逐艦においても、1980年代後半から1990年代にかけてTRUMP改修が行なわれるまで搭載されていた。